# Literarisch-wissenschaftlicher Herold
Der Literarisch-wissenschaftliche Herold (ukrainisch Літературно-науковий вістник) ist eine ukrainische literaturwissenschaftliche und politische Zeitschrift.

## Geschichte
1897 schlug Mychajlo Hruschewskyj dem Vorstand der Wissenschaftlichen Gesellschaft Schewtschenko vor, anstelle einer Wochenzeitung ein literarisches und wissenschaftliches Bulletin herauszugeben. 1898 wurde die von Iwan Franko herausgegebene Zeitschrift Schytje i slowo (Leben und Wort) und die von der Wissenschaftlichen Gesellschaft Schewtschenko in Lwiw herausgegebene Zeitschrift Sorja zum Literarisch-wissenschaftlichen Herold (LNW) zusammengefasst, um als Organ der Wissenschaftlichen Gesellschaft Schewtschenko zu dienen.
Er wurde von 1898 bis 1906 monatlich in Lwiw veröffentlicht. Der De-facto-Herausgeber während der ersten Periode des LNW war Franko, der darin eine große Anzahl seiner eigenen Gedichte, Geschichten und Erzählungen sowie Literaturkritiken, historische Artikel und Rezensionen veröffentlichte. Er erhielt auch Beiträge von Schriftstellerinnen und Schriftstellern aus allen Teilen der Ukraine, darunter Hanna Barwinok, Oleksandr Konyskyj, Wolodymyr Wynnytschenko, Mykola Woronyj, Borys Hrintschenko, Iwan Karpenko-Karyj, Ahatanhel Krymskyj, Wolodymyr Samijlenko, Ljudmyla Staryzka-Tschernjachiwska, Lessja Ukrajinka, Petro Karmanskyj, Bohdan Lepkyj, Ossyp Makowej, Less Martowytsch, Wassyl Patschowskyj, Wassyl Stefanyk, Marko Tscheremschyna, und Olha Kobyljanska. Die ersten 20 Bände des LNW wurden 1903 von Wassyl Domanyzkyj katalogisiert.
Ab 1905 wurde der LNW von der Ukrainisch-ruthenischen Verlagsunion veröffentlicht. Nach der Russischen Revolution 1905, als im ukrainischen Teil des Russischen Kaiserreiches die Veröffentlichung auf Ukrainisch möglich wurde, verlegte Hruschewskyj den LNW nach Kiew, wo er die redaktionelle Verantwortung übernahm und seine eigenen bellistrischen Werke sowie publizistische Artikel, Berichte und Rezensionen veröffentlichte. Um die Auflage des LNW auf Galizien und die Bukowina auszudehnen, wurde die Zeitschrift im Folio-Format nach Lwiw geschickt, wo sie anschließend in der Werkstatt der Wissenschaftlichen Gesellschaft Schewtschenko gebunden wurde.
Zu den neuen Mitwirkenden der Lwiwer Redaktion gehörten Oleksandr Hruschewskyj, Wjatscheslaw Lypynskyj, Mykola Porsch, Walentyn Sadowskyj, Mykola Stasjuk, Mychajlo Losynskyj, und Lonhyn Zehelskyj. Bis zum Beginn des Ersten Weltkriegs spielte der LNW eine wichtige Rolle bei der Vereinigung der kulturellen Kräfte, die infolge der Teilung der Ukraine zwischen dem Russischen Reich und Österreich-Ungarn getrennt worden waren. Am 12. August 1914 führte die russische Regierung die Militärzensur ein und erließ gleichzeitig ein Dekret, das den Druck in ukrainischer Sprache verbot. Der LNW wurde zusammen mit allen anderen ukrainischen Zeitungen verboten. Nach der Februarrevolution 1917 wurde die Veröffentlichung unter der Leitung von Oleksandr Hruschewskyj wieder aufgenommen. Zu den neuen Mitarbeitern gehörten Pawlo Tytschyna, Maksym Rylskyj, und Jakiw Sawtschenko. Die Bedingungen in Kiew waren jedoch für den Fortschritt ungünstig und 1920 wurde der LNW von den sowjetischen Behörden verboten.
1922 wurde der LNW in Lwiw mit finanzieller Unterstützung ehemaliger Sitscher Schützen wiederbelebt. Das Redaktionskomitee wurde von Dmytro Donzow geleitet. Weitere Mitglieder waren Wolodymyr Hnatjuk und Jewhen Konowalez. Die Idee hinter der Wiederbelebung des LNW bestand darin, alle literarischen Kräfte in der Westukraine und in der Diaspora zu vereinen, die einen ukrainischen nationalen Standpunkt verteidigten. Auf ehemalige Mitwirkende folgten jüngere Mitarbeiter wie Bohdan-Ihor Antonytsch, Jewhen Malanjuk, Jurij Lypa, Oleh Olschytsch, und Oleksa Stefanowytsch. Donzow veranlasste einen Teil der Mitarbeitenden aufgrund seiner nationalistischen Haltung zum Ausscheiden. Der sinkende künstlerische Standard und finanzielle Schwierigkeiten führten dazu, dass der LNW Ende 1932 sein Erscheinen einstellte. Von 1948 bis 1949 erschienen in Regensburg zwei weitere Ausgaben des LNW. Dieser Versuch der Fortsetzung hatte wenig mit den Traditionen des LNW zu tun und scheiterte. Die Veröffentlichung der Zeitschrift wurde 1992 in Kiew wieder aufgenommen. Bohdan Jassinskyj stellte im Jahr 2000 einen kompletten Index zusammen.